# 伊丹市立池尻小学校
伊丹市立池尻小学校（いたみしりつ いけじりしょうがっこう）は、兵庫県伊丹市池尻六丁目にある公立小学校。

## 歴史
- 1977年（昭和52年） - 開設。
- 2002年（平成14年） - 改装工事着工。
- 2003年（平成15年） - 改装工事竣工。

## 設備
- グラウンドが南側、建物は北側に設置され、道路に面している西側に正門がある。

- 2003年の改装工事によりバリアフリートイレ・空調設備が整備された。

## アクセス
- 交通機関の場合

阪急電鉄仁川駅から東へ2kmほど、もしくは西日本旅客鉄道（JR西日本）伊丹駅・阪急電鉄伊丹駅から伊丹市営バスに乗り「大樋橋」バス停下車、南へ徒歩5分。阪急武庫之荘駅から阪神バス（尼崎市内線）に乗り、「宮ノ北団地」バス停下車で行くことも可能（北へ約500ｍ）。
- 車の場合

県道42号線（尼宝線）を天神川橋南詰で西に折れて道なりに進み、阪神自動車学院を越えて左折してすぐ。

## 通学区域が隣接している学校
- 伊丹市立花里小学校
- 伊丹市立桜台小学校
- 宝塚市立安倉小学校
- 宝塚市立末成小学校
- 宝塚市立高司小学校
- 西宮市立段上小学校
- 尼崎市立武庫北小学校